# 15-й полк армейской авиации Войска Словении
15-й полк армейской авиации Войска Словении (словен. 15. Polk vojaškega letalstva Slovenske vojske) — воинская часть Военно-воздушных сил Словении.

## Структура
- Командование (Poveljstvo)
- 16-й Центр наблюдения и контроля воздушного пространства (16. Center za nadzor in kontrolo zračnega prostora (16. CNKZP)) (Авиабаза Брник, Брник)
  - Командование (Poveljstvo)
  - Рота наблюдения и контроля воздушного пространства (Četa za nadzor in kontrolo zračnega prostora)
  - Радарная рота (Radarska četa) (РЛС EL/M2106 NG и Ground Master 403)
  - Взвод оперативной поддержки (Vod za zagotovitev delovanja)
- 107-я Авиабаза (107. Letalska baza (107. LEBA)) (Казарма «Йериней Молан», Церклье об Крки)
  - Командование (Poveljstvo)
  - Рота оперативной поддержки аэродрома Церклье об Крки (Četa za zagotovitev delovanja letališča Cerklje ob Krki)
  - Част казармы «Йериней Молан» (Enota vojašnice Jerneja Molana)
- 151-я Вертолётная эскадрилья (151. Helikopterska eskadrilja (151. HEESK)) (Vojašnica Jerneja Molana, Cerklje ob Krki)
  - Командование (Poveljstvo)
  - 1-е Вертолётное звено Bell 412 (1. Helikopterski oddelek Bell 412)
  - 2-е Вертолётное звено Bell 412 (2. Helikopterski oddelek Bell 412)
  - Вертолётное звено AS.532AL Cougar (Helikopterski oddelek AS 532 AL Cougar)
  - Авиатехническая рота (Letalsko-tehnična četa)
- 152-я Самолётная эскадрилья (152. Letalska eskadrilja (152. LEESK)) (Казарма «Йериней Молан», Церклье об Крки)
  - Командование (Poveljstvo)
  - 1-е Звено учебно-боевых самолётов PC-9 (1. Oddelek šolskih bojnih letal PC 9)
  - 2-е Звено учебно-боевых самолётов PC-9 (2. Oddelek šolskih bojnih letal PC 9)
  - Авиатранспортное звено (Letalsko transportni oddelek): Falcon 2000EX, Pilatus PC-6
  - Авиатехнический взвод (Letalsko-tehnični vod)
- 153-я Авиатехническая эскадрилья (153. Letalsko tehnična eskadrilja (153. LETEHESK)) (Казарма «Йериней Молан», Церклье об Крки)
  - Командование (Poveljstvo)
  - Авиатехнический инженерный отдел (Letalsko tehnični inženiring)
  - Авиатехническая рота для поддержки самолётов (Letalsko tehnična četa za vzdrževanje letal)
  - Авиатехническая рота для поддержки вертолётов (Letalsko tehnična četa za vzdrževanje helikopterjev)
- Лётная школа (Letalska šola (LETŠ)) (Казарма «Йериней Молан», Церклье об Крки)
  - Командование (Poveljstvo)
  - 1-е Звено учебных самолётов Злин (1. Oddelek šolskih letal zlin)
  - 2-е Звено учебных самолётов Злин (2. Oddelek šolskih letal zlin)
  - Звено учебных вертолётов Bell 206 (Oddelek šolskih helikopterjev B 206)
  - Авиатехническая рота (Letalsko-tehnična četa)

## Командование
- полковник Боян Брецель[словен.] (до 2019)
- полковник Янез Гаубе[словен.] (с 5 сентября 2019)

## Базы ВВС
- Авиабаза Церкле об Кркли (словен. Cerklje ob Krki)
- Авиабаза Брник (словен. Brnik)

## Боевой состав
| Обозначение формирования или части                  | Вооружение и оснащение | Место расположения |
| --------------------------------------------------- | ---------------------- | ------------------ |
| 9-й батальон противовоздушной обороны               |                        | Церкле об Кркли    |
| 15-й вертолётный батальон                           |                        | Церкле об Кркли    |
| 16-й батальон наблюдения за воздушным пространством |                        | Брник              |
| 107-я авиабаза                                      |                        | Церкле об Кркли    |
| Авиационная школа                                   |                        | Церкле об Кркли    |

## Техника и вооружение
| Тип                            | Производство                                                        | Назначение            | Количество | Примечания                                                             | Изображение |          |
| Самолёты                       | Самолёты                                                            | Самолёты              | Самолёты   | Самолёты                                                               | Самолёты    | Самолёты |
| ------------------------------ | ------------------------------------------------------------------- | --------------------- | ---------- | ---------------------------------------------------------------------- | ----------- | -------- |
| Pilatus PC-9M Hudournik        | Швейцария                                                           | учебно-боевой самолёт |            |                                                                        |             |          |
| Pilatus PC-9                   | Швейцария                                                           | учебно-боевой самолёт |            |                                                                        |             |          |
| Pilatus PC-6B2-H4 Turbo Porter | Швейцария                                                           | транспортный самолёт  |            |                                                                        |             |          |
| Aero Let L-410UVP-E Turbolet   | Чехия (базовая версия самолёта создана ещё во времена Чехословакия) | транспортный самолёт  |            |                                                                        |             |          |
| Falcon 2000EX                  |                                                                     |                       |            |                                                                        |             |          |
| Zlin 143L                      | Чехословакия                                                        | учебный самолёт       |            |                                                                        |             |          |
| Zlin Z-242L                    | Чехословакия                                                        | учебный самолёт       |            |                                                                        |             |          |
| Вертолёты                      |                                                                     |                       |            |                                                                        |             |          |
| Bell 206B Jet Ranger           | США                                                                 | многоцелевой вертолёт | 4          |                                                                        |             |          |
| Bell 412                       | США                                                                 | многоцелевой вертолёт | 8          | 5 Bell 412EP Twin Huey; 2 Bell 412HP Twin Huey; 1 Bell 412SP Twin Huey |             |          |
| Eurocopter AS 532 AL Cougar    | Франция- Германия                                                   | многоцелевой вертолёт | 4          |                                                                        |             |          |
| Средства ПВО                   |                                                                     |                       |            |                                                                        |             |          |
| Роланд-2                       | Франция- Германия                                                   | ЗРК                   |            | на колёсном шасси MAN 8 x 8                                            |             |          |
| 9К38 «Игла»                    | СССР                                                                | ПЗРК                  |            |                                                                        |             |          |
| Ericsson GIRAFFE S             | Швеция                                                              | РЛС                   |            |                                                                        |             |          |

## Опознавательные знаки

Опознавательный знак ПВО и ВВС Словении
Знак на киль

## Знаки различия

### Генералы и офицеры
| Категории               | Генералы      | Генералы            | Генералы          | Офицеры       | Офицеры   | Офицеры      | Офицеры | Офицеры | Офицеры           | Офицеры   |
| ----------------------- | ------------- | ------------------- | ----------------- | ------------- | --------- | ------------ | ------- | ------- | ----------------- | --------- |
|                         |               |                     |                   |               |           |              |         |         |                   |           |
| Словенское звание       | General       | Generalpodpolkovnik | Generalmajor      | Brigadir      | Polkovnik | Podpolkovnik | Major   | Stotnik | Nadporočnik       | Poročnik  |
| Российское соответствие | Генерал армии | Генерал-полковник   | Генерал-лейтенант | Генерал-майор | Полковник | Подполковник | Майор   | Капитан | Старший лейтенант | Лейтенант |

### Сержанты и солдаты
| Категории               | Подофицеры              | Подофицеры        | Подофицеры        | Подофицеры | Подофицеры          | Подофицеры    | Подофицеры      | Подофицеры | Солдаты         | Солдаты  | Солдаты     | Солдаты |
| ----------------------- | ----------------------- | ----------------- | ----------------- | ---------- | ------------------- | ------------- | --------------- | ---------- | --------------- | -------- | ----------- | ------- |
|                         |                         |                   |                   |            |                     |               |                 |            |                 |          |             |         |
| Словенское звание       | Višji štabni praporščak | Štabni praporščak | Višji praporščak  | Praporščak | Višji štabni vodnik | Štabni vodnik | Višji vodnik    | Vodnik     | Naddesetnik     | Desetnik | Poddesetnik | Vojak   |
| Российское соответствие | нет                     | нет               | Старший прапорщик | Прапорщик  | нет                 | Старшина      | Старший сержант | Сержант    | Младший сержант | Ефрейтор | нет         | Рядовой |